# Moenkhausia ceros
Moenkhausia ceros är en fiskart som beskrevs av Eigenmann, 1908. Moenkhausia ceros ingår i släktet Moenkhausia och familjen Characidae. Inga underarter finns listade i Catalogue of Life.